# Ligue A w piłce siatkowej mężczyzn (2020/2021)

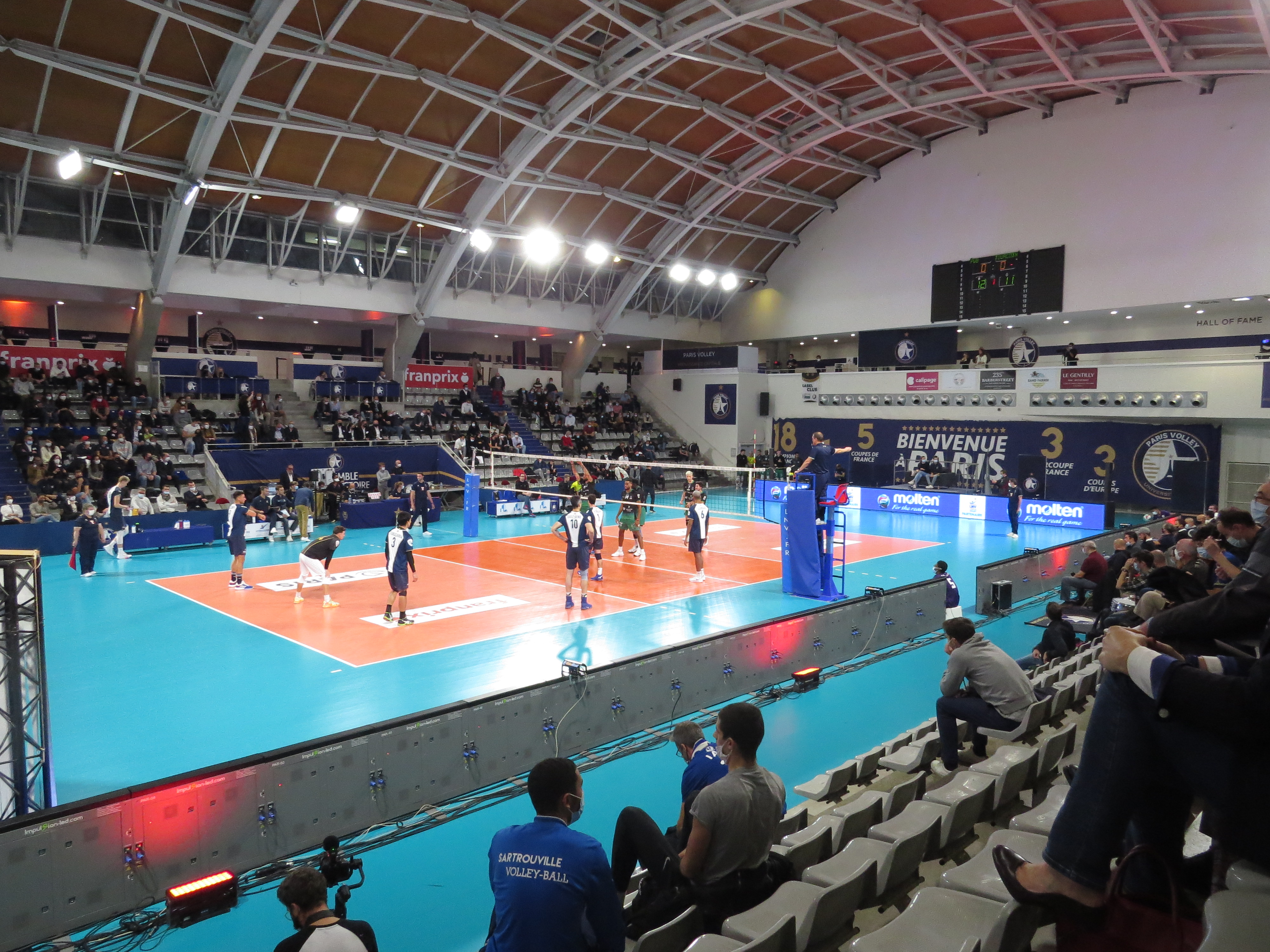
Mecz 2. kolejki Paris Volley – Tourcoing LM (06.10.2020)

Ligue A w piłce siatkowej mężczyzn 2020/2021 – 82. sezon mistrzostw Francji w piłce siatkowej zorganizowany przez Ligue Nationale de Volley (LNV) pod egidą Francuskiego Związku Piłki Siatkowej (Fédération Française de Volley-Ball, FFVB). Zainaugurowany został 2 października 2020 roku i trwał do 25 kwietnia 2021 roku.
W Ligue A w sezonie 2020/2021 uczestniczyło 14 drużyn. Do najwyższej klasy rozgrywkowej dołączył klub Cambrai Volley. Rennes Volley 35 z powodu problemów finansowych nie otrzymał licencji na grę w Ligue A.
Rozgrywki składały się z fazy zasadniczej oraz fazy play-off, w ramach której rozegrano ćwierćfinały, półfinały i finały.
Po raz dziesiąty mistrzem Francji został klub AS Cannes, który w finałach fazy play-off pokonał Chaumont VB 52 Haute-Marne. Do Ligue B spadł klub GFC Ajaccio.
W sezonie 2020/2021 w Lidze Mistrzów Francję reprezentował Tours VB, w Pucharze CEV – Montpellier Castelnau UC i Chaumont VB 52 Haute-Marne, natomiast w Pucharze Challenge – Nantes Rezé MV i AS Cannes.

## System rozgrywek

### Faza zasadnicza
W fazie zasadniczej uczestniczy 14 drużyn. Rozgrywają one ze sobą po dwa spotkania systemem każdy z każdym – mecz u siebie i rewanż na wyjeździe. Osiem najlepszych drużyn fazy zasadniczej uzyskują awans do fazy play-off. Drużyny z miejsc 9-13 fazy zasadniczej kończą udział w rozgrywkach, natomiast zespół, który zajął 14. miejsce spada do niższej klasy rozgrywkowej – Ligue B.

### Faza play-off
Faza play-off składa się z ćwierćfinałów, półfinałów i finałów.
Ćwierćfinały

W ćwierćfinałach grają drużyny, które w fazie zasadniczej zajęły w tabeli miejsca od 1 do 8. Ćwierćfinałowe pary tworzone są według klucza: 1-8; 2-7; 3-6; 4-5. Rywalizacja toczy się do dwóch wygranych meczów. Gospodarzami pierwszego spotkania są zespoły, które w fazie zasadniczej zajęły niższe miejsce, natomiast drugiego i potencjalnie trzeciego – te, które w fazie zasadniczej zajęły wyższe miejsce.
Półfinały

W półfinałach grają zwycięzcy z poszczególnych par ćwierćfinałowych. Pierwszą parę półfinałową tworzą zwycięzca rywalizacji w parze 1-8 ze zwycięzcą rywalizacji w parze 4-5, drugą natomiast – zwycięzca rywalizacji w parze 2-7 ze zwycięzcą rywalizacji w parze 3-6. Rywalizacja toczy się do dwóch wygranych meczów. Gospodarzami pierwszego spotkania są zespoły, które w fazie zasadniczej zajęły niższe miejsce, natomiast drugiego i potencjalnie trzeciego – te, które w fazie zasadniczej zajęły wyższe miejsce.
Finały

O tytuł mistrzowski grają zwycięzcy w parach półfinałowych. Rywalizacja toczy się do trzech wygranych meczów. Gospodarzami pierwszego spotkania są zespoły, które w fazie zasadniczej zajęły niższe miejsce, natomiast drugiego i potencjalnie trzeciego – te, które w fazie zasadniczej zajęły wyższe miejsce.
Klasyfikacja końcowa

Zwycięzca fazy play-off zostaje mistrzem Francji i zajmuje 1. miejsce w klasyfikacji końcowej. Finalista fazy play-off zostaje wicemistrzem Francji i zajmuje 2. miejsce w klasyfikacji końcowej. Pozostałe miejsca w klasyfikacji końcowej ustalane są na podstawie tabeli fazy zasadniczej.

## Drużyny uczestniczące
| | Ligue A 2020/2021          |    |     |
| --- | -------------------------- | -- | --- |
| TOU | Tours VB                   | 1  | LM  |
| MTP | Montpellier Castelnau UC   | 2  | CEV |
| CHM | Chaumont VB 52 Haute-Marne | 4  | CEV |
| NAN | Nantes Rezé MV             | 5  | Ch  |
| CAN | AS Cannes                  | 6  | Ch  |
| POI | Stade Poitevin Poitiers    | 7  |     |
| TLS | Spacer’s de Toulouse       | 8  |     |
| PAR | Paris Volley               | 9  |     |
| AJA | GFC Ajaccio                | 10 |     |
| SÈT | Arago de Sète              | 11 |     |
| TRC | Tourcoing LM               | 12 |     |
| NAR | Narbonne Volley            | 13 |     |
| NIC | Nice VB                    | 14 |     |
| | Awans z Ligue B            |    |     |
| CAM | Cambrai Volley             | 1  |     |
| Oznaczenia: - kolumna pierwsza – skróty nazw drużyn wpisane na mapie (jeśli ta została zamieszczona), - kolumna trzecia – miejsce zajęte przez daną drużynę w poprzednim sezonie. |                            |    |     |

Uwagi:
- W sezonie 2019/2020 ze względu na przedwczesne zakończenie rozgrywek z powodu szerzenia się zakażeń wirusem SARS-CoV-2 nie wyłoniono mistrza Francji. W tabeli podane zostały miejsca, które zajmowały poszczególne zespoły w dniu przerwania sezonu.
- Rennes Volley 35 z powodu problemów finansowych nie otrzymał licencji na grę w Ligue A[2]. Z tego względu prawo gry w Ligue A utrzymał klub Nice VB.

## Faza zasadnicza

### Tabela wyników
| Gospodarz \ Gość1          | TOU | MTP | CHM | NAN | CAN | POI | TLS | PAR | AJA | SÈT | TRC | NAR | NIC | CAM |
| -------------------------- | --- | --- | --- | --- | --- | --- | --- | --- | --- | --- | --- | --- | --- | --- |
| Tours VB                   | -   | 2:3 | 1:3 | 3:2 | 2:3 | 3:1 | 3:0 | 3:1 | 3:0 | 3:0 | 3:2 | 1:3 | 3:1 | 1:3 |
| Montpellier Castelnau UC   | 3:0 | -   | 3:1 | 3:1 | 3:0 | 3:0 | 3:0 | 3:2 | 3:0 | 3:2 | 3:0 | 3:2 | 3:1 | 3:0 |
| Chaumont VB 52 Haute-Marne | 1:3 | 3:1 | -   | 3:0 | 2:3 | 3:2 | 3:1 | 1:3 | 3:1 | 3:1 | 3:1 | 2:3 | 3:1 | 3:2 |
| Nantes Rezé MV             | 0:3 | 0:3 | 3:2 | -   | 2:3 | 3:2 | 2:3 | 1:3 | 3:1 | 2:3 | 1:3 | 1:3 | 3:1 | 2:3 |
| AS Cannes                  | 3:2 | 3:0 | 2:3 | 3:0 | -   | 3:1 | 3:1 | 3:2 | 3:0 | 3:2 | 0:3 | 0:3 | 3:1 | 0:3 |
| Stade Poitevin Poitiers    | 1:3 | 3:2 | 3:1 | 3:0 | 2:3 | -   | 3:0 | 3:2 | 3:1 | 3:2 | 3:1 | 3:1 | 3:0 | 3:2 |
| Spacer’s de Toulouse       | 0:3 | 3:2 | 0:3 | 3:1 | 0:3 | 1:3 | -   | 1:3 | 3:2 | 1:3 | 3:0 | 1:3 | 3:2 | 3:2 |
| Paris Volley               | 0:3 | 1:3 | 0:3 | 3:2 | 1:3 | 3:2 | 0:3 | -   | 1:3 | 3:1 | 2:3 | 0:3 | 3:1 | 1:3 |
| GFC Ajaccio                | 0:3 | 1:3 | 0:3 | 2:3 | 0:3 | 2:3 | 3:1 | 0:3 | -   | 1:3 | 0:3 | 1:3 | 3:2 | 0:3 |
| Arago de Sète              | 3:0 | 0:3 | 0:3 | 3:2 | 0:3 | 3:0 | 0:3 | 3:2 | 3:0 | -   | 3:0 | 3:0 | 3:1 | 3:2 |
| Tourcoing LM               | 3:1 | 0:3 | 3:2 | 3:1 | 0:3 | 3:0 | 3:0 | 2:3 | 3:1 | 1:3 | -   | 3:1 | 3:0 | 3:0 |
| Narbonne Volley            | 2:3 | 0:3 | 0:3 | 3:1 | 1:3 | 2:3 | 3:0 | 3:1 | 3:1 | 3:0 | 3:0 | -   | 3:0 | 3:0 |
| Nice VB                    | 0:3 | 2:3 | 3:2 | 2:3 | 0:3 | 3:2 | 2:3 | 0:3 | 3:0 | 3:2 | 0:3 | 0:3 | -   | 3:0 |
| Cambrai Volley             | 3:2 | 3:0 | 3:2 | 3:0 | 3:2 | 3:1 | 2:3 | 3:1 | 1:3 | 3:1 | 3:0 | 1:3 | 3:2 | -   |

Źródło: LNV – Data Project (fr.)
1 Drużyna gospodarzy jest wymieniona po lewej stronie tabeli.
Kolory:
  zwycięstwo gospodarzy 3:0 lub 3:1
  zwycięstwo gospodarzy 3:2
  zwycięstwo gości 3:0 lub 3:1
  zwycięstwo gości 3:2

### Terminarz i wyniki spotkań
| Data        | Godz. | Gospodarz                  | Rezultat                                | Gość                       | Widzów | MVP                                |
| ----------- | ----- | -------------------------- | --------------------------------------- | -------------------------- | ------ | ---------------------------------- |
| 1. KOLEJKA  |       |                            |                                         |                            |        |                                    |
| 13.10.2020  | 20:00 | Spacer’s de Toulouse       | 3:2 (25:20, 18:25, 18:25, 28:26, 15:12) | Montpellier Castelnau UC   |        | Théo Faure                         |
| 02.10.2020  | 19:30 | Arago de Sète              | 0:3 (19:25, 21:25, 16:25)               | Chaumont VB 52 Haute-Marne | 512    | Osniel Melgarejo                   |
| 01.12.2020  | 19:30 | Nice VB                    | 0:3 (24:26, 20:25, 25:27)               | Narbonne Volley            | 0      | Alexandre Gabin                    |
| 02.10.2020  | 20:00 | Tourcoing LM               | 3:0 (26:24, 25:19, 25:20)               | Cambrai Volley             | 600    | Agustín Loser                      |
| 03.10.2020  | 18:00 | AS Cannes                  | 3:2 (25:19, 26:28, 25:18, 18:25, 15:13) | Tours VB                   | 500    | Nathan Wounembaina                 |
| 20.10.2020  | 20:00 | Nantes Rezé MV             | 1:3 (20:25, 25:20, 24:26, 21:25)        | Paris Volley               | 785    | Ibrahim Lawani                     |
| 03.10.2020  | 20:00 | GFC Ajaccio                | 2:3 (22:25, 25:18, 25:21, 22:25, 8:15)  | Stade Poitevin Poitiers    |        | Jorgos Petreas                     |
| 2. KOLEJKA  |       |                            |                                         |                            |        |                                    |
| 11.11.2020  | 17:30 | Cambrai Volley             | 2:3 (20:25, 25:22, 25:15, 20:25, 7:15)  | Spacer’s de Toulouse       | 0      | Nikola Jovović                     |
| 06.10.2020  | 17:30 | Chaumont VB 52 Haute-Marne | 3:1 (24:26, 25:23, 25:16, 25:21)        | GFC Ajaccio                | 500    | Samuel Jeanlys                     |
| 20.10.2020  | 17:00 | Montpellier Castelnau UC   | 3:1 (25:21, 25:22, 21:25, 25:21)        | Nice VB                    | 488    | Ryan Sclater                       |
| 06.10.2020  | 20:00 | Narbonne Volley            | 1:3 (22:25, 25:21, 20:25, 23:25)        | AS Cannes                  | 800    | Simon Hirsch                       |
| 06.10.2020  | 20:00 | Paris Volley               | 2:3 (17:25, 25:23, 25:19, 21:25, 12:15) | Tourcoing LM               | 100    | Daryl Bultor                       |
| 06.10.2020  | 20:00 | Stade Poitevin Poitiers    | 3:2 (25:23, 17:25, 26:24, 18:25, 17:15) | Arago de Sète              | 1282   | Chizoba Neves Atu                  |
| 06.10.2020  | 20:00 | Tours VB                   | 3:2 (22:25, 28:26, 15:25, 26:24, 19:17) | Nantes Rezé MV             | 1344   | Peter Michalovič                   |
| 3. KOLEJKA  |       |                            |                                         |                            |        |                                    |
| 10.10.2020  | 19:00 | Spacer’s de Toulouse       | 0:3 (15:25, 19:25, 18:25)               | Tours VB                   | 423    | Leandro Nascimento dos Santos      |
| 10.10.2020  | 19:30 | Arago de Sète              | 3:2 (13:25, 25:16, 25:22, 22:25, 15:13) | Paris Volley               | 583    | Kamil Baránek                      |
| 27.10.2020  | 18:00 | Nice VB                    | 3:2 (25:23, 15:25, 20:25, 25:21, 15:13) | Stade Poitevin Poitiers    | 325    | Héctor Salerno                     |
| 10.10.2020  | 17:45 | AS Cannes                  | 3:0 (28:26, 26:24, 26:24)               | Montpellier Castelnau UC   | 499    | Lincoln Williams                   |
| 10.10.2020  | 19:30 | Nantes Rezé MV             | 1:3 (25:21, 21:25, 18:25, 24:26)        | Tourcoing LM               | 621    | Peter Michalovič                   |
| 10.10.2020  | 20:00 | GFC Ajaccio                | 0:3 (17:25, 21:25, 22:25)               | Cambrai Volley             | 600    | Philipp Kroiss                     |
| 10.10.2020  | 20:00 | Chaumont VB 52 Haute-Marne | 2:3 (23:25, 23:25, 25:21, 25:15, 12:15) | Narbonne Volley            | 540    | Simon Hirsch                       |
| 4. KOLEJKA  |       |                            |                                         |                            |        |                                    |
| 17.10.2020  | 17:00 | Montpellier Castelnau UC   | 3:2 (20:25, 25:21, 25:16, 21:25, 15:9)  | Paris Volley               | 753    | Ezequiel Palacios                  |
| 16.10.2020  | 20:00 | Tours VB                   | 3:1 (25:18, 25:23, 22:25, 25:14)        | Nice VB                    | 1206   | Pétrus de Oliveira Montes da Silva |
| 16.10.2020  | 20:00 | Tourcoing LM               | 3:1 (27:25, 23:25, 25:19, 25:15)        | GFC Ajaccio                | 700    | Julio Cárdenas                     |
| 16.10.2020  | 20:00 | Spacer’s de Toulouse       | 3:1 (25:14, 21:25, 25:18, 25:16)        | Nantes Rezé MV             | 0      | Nikola Jovović                     |
| 16.10.2020  | 19:30 | Stade Poitevin Poitiers    | 3:1 (28:30, 25:22, 25:11, 25:19)        | Chaumont VB 52 Haute-Marne | 1364   | José Gutiérrez                     |
| 17.10.2020  | 20:00 | Cambrai Volley             | 3:2 (23:25, 28:30, 25:19, 28:26, 18:16) | AS Cannes                  | 862    | Gonzalo Quiroga                    |
| 16.10.2020  | 20:00 | Narbonne Volley            | 3:0 (25:21, 27:25, 25:19)               | Arago de Sète              | 1000   | Nicolás Uriarte                    |
| 5. KOLEJKA  |       |                            |                                         |                            |        |                                    |
| 23.10.2020  | 19:30 | Arago de Sète              | 3:2 (18:25, 29:27, 29:31, 28:26, 15:13) | Cambrai Volley             | 458    | Baptiste Geiler                    |
| 24.10.2020  | 20:15 | Nice VB                    | 2:3 (25:21, 25:27, 25:22, 19:25, 7:15)  | Spacer’s de Toulouse       | 0      | Théo Faure                         |
| 23.10.2020  | 20:00 | AS Cannes                  | 0:3 (22:25, 29:31, 17:25)               | Tourcoing LM               | 499    | Matías Sánchez                     |
| 24.10.2020  | 19:30 | Stade Poitevin Poitiers    | 1:3 (22:25, 22:25, 25:22, 22:25)        | Tours VB                   | 1457   | Pétrus de Oliveira Montes da Silva |
| 24.10.2020  | 19:30 | Nantes Rezé MV             | 3:2 (23:25, 26:28, 27:25, 25:21, 15:11) | Chaumont VB 52 Haute-Marne | 650    | Michele Fedrizzi                   |
| 23.10.2020  | 17:45 | Paris Volley               | 0:3 (23:25, 15:25, 15:25)               | Narbonne Volley            | 100    | Nicolás Uriarte                    |
| 24.10.2020  | 17:00 | GFC Ajaccio                | 1:3 (14:25, 25:22, 20:25, 26:28)        | Montpellier Castelnau UC   | 350    | Javier González                    |
| 6. KOLEJKA  |       |                            |                                         |                            |        |                                    |
| 30.10.2020  | 17:00 | Spacer’s de Toulouse       | 3:2 (25:23, 22:25, 22:25, 25:22, 15:11) | GFC Ajaccio                | 0      | Gijs Jorna                         |
| 25.11.2020  | 18:00 | Tourcoing LM               | 3:1 (25:17, 22:25, 25:23, 25:18)        | Narbonne Volley            | 0      | Saša Starović                      |
| 20.01.2021  | 19:00 | Tours VB                   | 3:0 (25:18, 25:18, 25:23)               | Arago de Sète              | 0      | Željko Ćorić                       |
| 30.10.2020  | 20:00 | Nantes Rezé MV             | 2:3 (25:22, 16:25, 25:19, 26:28, 13:15) | AS Cannes                  | 0      | Danijel Koncilja                   |
| 12.01.2021  | 18:00 | Montpellier Castelnau UC   | 3:0 (25:20, 33:31, 25:22)               | Stade Poitevin Poitiers    | 0      | Javier González                    |
| 01.12.2020  | 20:00 | Cambrai Volley             | 3:1 (24:26, 25:18, 25:21, 25:20)        | Paris Volley               | 0      | Yago Dutra                         |
| 31.10.2020  | 17:30 | Chaumont VB 52 Haute-Marne | 3:1 (20:25, 25:20, 25:21, 25:19)        | Nice VB                    | 0      | Jesús Herrera                      |
| 7. KOLEJKA  |       |                            |                                         |                            |        |                                    |
| 01.12.2020  | 19:00 | Arago de Sète              | 0:3 (18:25, 20:25, 22:25)               | AS Cannes                  | 0      | Ołeksij Klamar                     |
| 27.01.2021  | 19:00 | Nice VB                    | 0:3 (21:25, 21:25, 20:25)               | Tourcoing LM               | 0      | Luciano Palonsky                   |
| 05.01.2021  | 19:00 | Tours VB                   | 2:3 (25:18, 25:20, 19:25, 20:25, 13:15) | Montpellier Castelnau UC   | 0      | Leandro Nascimento dos Santos      |
| 17.01.2021  | 17:00 | Stade Poitevin Poitiers    | 3:0 (25:18, 25:21, 25:20)               | Spacer’s de Toulouse       | 0      | Micah Maʻa                         |
| 15.12.2020  | 18:00 | Narbonne Volley            | 3:0 (25:20, 34:32, 26:24)               | Cambrai Volley             | 0      | Lisandro Zanotti                   |
| 19.01.2021  | 20:00 | Paris Volley               | 0:3 (19:25, 14:25, 20:25)               | Chaumont VB 52 Haute-Marne | 0      | Osniel Melgarejo                   |
| 01.12.2020  | 19:00 | GFC Ajaccio                | 2:3 (24:26, 25:23, 23:25, 29:27, 13:15) | Nantes Rezé MV             | 0      | Peter Michalovič                   |
| 8. KOLEJKA  |       |                            |                                         |                            |        |                                    |
| 02.12.2020  | 17:30 | Tourcoing LM               | 3:0 (25:23, 25:19, 25:19)               | Stade Poitevin Poitiers    | 0      | Luciano Palonsky                   |
| 14.11.2020  | 19:30 | Nantes Rezé MV             | 1:3 (25:20, 20:25, 17:25, 22:25)        | Narbonne Volley            | 0      | Nicolás Uriarte                    |
| 12.01.2021  | 18:00 | Chaumont VB 52 Haute-Marne | 1:3 (21:25, 25:22, 21:25, 20:25)        | Tours VB                   | 0      | Leandro Nascimento dos Santos      |
| 15.11.2020  | 17:00 | Montpellier Castelnau UC   | 3:0 (25:11, 29:27, 25:15)               | Cambrai Volley             | 0      | Ryan Sclater                       |
| 14.11.2020  | 17:30 | AS Cannes                  | 3:1 (25:19, 29:27, 23:25, 25:20)        | Spacer’s de Toulouse       | 0      | Taylor Averill                     |
| 16.01.2021  | 20:00 | Paris Volley               | 3:1 (25:19, 28:30, 25:23, 25:21)        | Nice VB                    | 0      | Guillermo Hernán                   |
| 15.11.2020  | 17:00 | GFC Ajaccio                | 1:3 (25:19, 19:25, 19:25, 23:25)        | Arago de Sète              | 0      | Baptiste Geiler                    |
| 9. KOLEJKA  |       |                            |                                         |                            |        |                                    |
| 21.11.2020  | 17:00 | Arago de Sète              | 3:0 (25:20, 25:19, 25:21)               | Tourcoing LM               | 0      | Yoann Jaumel                       |
| 20.11.2020  | 20:00 | Nice VB                    | 3:0 (25:19, 25:13, 25:19)               | GFC Ajaccio                | 0      | Leo Andrić                         |
| 16.12.2020  | 17:00 | Spacer’s de Toulouse       | 0:3 (23:25, 18:25, 19:25)               | Chaumont VB 52 Haute-Marne | 0      | Jesús Herrera                      |
| 20.11.2020  | 19:30 | Stade Poitevin Poitiers    | 2:3 (12:25, 15:25, 25:23, 25:19, 14:16) | AS Cannes                  | 0      | Taylor Averill                     |
| 22.11.2020  | 16:00 | Tours VB                   | 3:1 (25:16, 25:23, 23:25, 25:21)        | Paris Volley               | 0      | Nathan Wounembaina                 |
| 21.11.2020  | 15:00 | Narbonne Volley            | 0:3 (23:25, 14:25, 22:25)               | Montpellier Castelnau UC   | 0      | Ryan Sclater                       |
| 21.11.2020  | 20:00 | Cambrai Volley             | 3:0 (25:20, 25:19, 25:23)               | Nantes Rezé MV             | 0      | Yannick Bazin                      |
| 10. KOLEJKA |       |                            |                                         |                            |        |                                    |
| 27.11.2020  | 19:00 | Arago de Sète              | 0:3 (21:25, 23:25, 22:25)               | Spacer’s de Toulouse       | 0      | Abdel-Aziz Doumbia                 |
| 28.11.2020  | 18:00 | AS Cannes                  | 3:1 (29:27, 21:25, 25:13, 25:23)        | Nice VB                    | 0      | Taylor Averill                     |
| 28.11.2020  | 17:30 | Tourcoing LM               | 3:2 (25:14, 25:17, 21:25, 16:25, 15:9)  | Chaumont VB 52 Haute-Marne | 0      | Matías Sánchez                     |
| 28.11.2020  | 19:30 | Nantes Rezé MV             | 0:3 (23:25, 23:25, 23:25)               | Montpellier Castelnau UC   | 0      | Danny Demyanenko                   |
| 27.11.2020  | 19:00 | Paris Volley               | 1:3 (23:25, 21:25, 27:25, 21:25)        | GFC Ajaccio                | 0      | Rusmir Halilović                   |
| 28.11.2020  | 20:00 | Cambrai Volley             | 3:1 (25:17, 29:27, 23:25, 25:23)        | Stade Poitevin Poitiers    | 0      | Liván Osoria                       |
| 28.11.2020  | 18:00 | Narbonne Volley            | 2:3 (25:18, 21:25, 18:25, 25:21, 12:15) | Tours VB                   | 0      | Nicolás Zerba                      |
| 11. KOLEJKA |       |                            |                                         |                            |        |                                    |
| 04.12.2020  | 19:00 | Spacer’s de Toulouse       | 1:3 (25:22, 22:25, 17:25, 23:25)        | Paris Volley               | 0      | Axel Truhtchev                     |
| 04.12.2020  | 20:00 | Nice VB                    | 3:2 (25:20, 24:26, 23:25, 25:23, 15:9)  | Arago de Sète              | 0      | Leo Andrić                         |
| 05.12.2020  | 19:30 | Stade Poitevin Poitiers    | 3:0 (25:21, 25:21, 28:26)               | Nantes Rezé MV             | 0      | Swan N’Gapeth                      |
| 05.12.2020  | 18:00 | Chaumont VB 52 Haute-Marne | 2:3 (25:21, 25:27, 25:17, 25:27, 13:15) | AS Cannes                  | 0      | Taylor Averill                     |
| 05.12.2020  | 17:00 | Montpellier Castelnau UC   | 3:0 (25:17, 26:24, 25:20)               | Tourcoing LM               | 0      | Joachim Panou                      |
| 05.12.2020  | 18:00 | Tours VB                   | 1:3 (25:23, 20:25, 22:25, 20:25)        | Cambrai Volley             | 0      | Gonzalo Quiroga                    |
| 05.12.2020  | 17:00 | GFC Ajaccio                | 1:3 (21:25, 24:26, 25:17, 24:26)        | Narbonne Volley            | 0      | Quentin Jouffroy                   |
| 12. KOLEJKA |       |                            |                                         |                            |        |                                    |
| 08.12.2020  | 20:00 | Cambrai Volley             | 3:2 (26:24, 23:25, 25:22, 20:25, 15:8)  | Nice VB                    | 0      | Daniel Cagliari                    |
| 08.12.2020  | 20:00 | AS Cannes                  | 3:0 (25:14, 25:19, 25:19)               | GFC Ajaccio                | 0      | Danilo Gelinski                    |
| 08.12.2020  | 20:00 | Nantes Rezé MV             | 2:3 (27:25, 17:25, 19:25, 25:21, 7:15)  | Arago de Sète              | 0      | Wasyl Tupczij                      |
| 08.12.2020  | 18:00 | Narbonne Volley            | 3:0 (25:19, 25:19, 25:16)               | Spacer’s de Toulouse       | 0      | Lisandro Zanotti                   |
| 08.12.2020  | 20:00 | Paris Volley               | 3:2 (29:31, 17:25, 25:20, 29:27, 15:9)  | Stade Poitevin Poitiers    | 0      | Luiz Martins Sene                  |
| 17.01.2021  | 17:00 | Tourcoing LM               | 3:1 (25:16, 21:25, 25:19, 25:23)        | Tours VB                   | 0      | Daryl Bultor                       |
| 08.12.2020  | 17:00 | Montpellier Castelnau UC   | 3:1 (25:20, 20:25, 25:23, 25:9)         | Chaumont VB 52 Haute-Marne | 0      | Javier González                    |
| 13. KOLEJKA |       |                            |                                         |                            |        |                                    |
| 12.12.2020  | 19:00 | Spacer’s de Toulouse       | 3:0 (25:23, 25:16, 25:18)               | Tourcoing LM               | 0      | Oskar Madsen                       |
| 12.12.2020  | 19:30 | Arago de Sète              | 0:3 (16:25, 26:28, 12:25)               | Montpellier Castelnau UC   | 0      | Nicolas Le Goff                    |
| 12.12.2020  | 20:00 | Nice VB                    | 2:3 (25:17, 23:25, 22:25, 25:14, 15:17) | Nantes Rezé MV             | 0      | Gojko Ćuk                          |
| 12.12.2020  | 18:00 | AS Cannes                  | 3:2 (23:25, 22:25, 25:19, 25:23, 15:12) | Paris Volley               | 0      | Adrian Aciobăniței                 |
| 12.12.2020  | 19:30 | Stade Poitevin Poitiers    | 3:1 (23:25, 25:18, 32:30, 25:18)        | Narbonne Volley            | 0      | Chizoba Neves Atu                  |
| 13.12.2020  | 17:00 | GFC Ajaccio                | 0:3 (24:26, 17:25, 24:26)               | Tours VB                   | 0      | Artur Udrys                        |
| 12.12.2020  | 18:00 | Chaumont VB 52 Haute-Marne | 3:2 (25:22, 25:17, 19:25, 20:25, 15:13) | Cambrai Volley             | 0      | Daniel McDonnell                   |
| 14. KOLEJKA |       |                            |                                         |                            |        |                                    |
| 18.12.2020  | 18:00 | Stade Poitevin Poitiers    | 3:1 (25:10, 14:25, 25:21, 26:24)        | GFC Ajaccio                | 0      | Chizoba Neves Atu                  |
| 18.12.2020  | 18:00 | Narbonne Volley            | 3:0 (25:18, 25:22, 25:15)               | Nice VB                    | 0      | Allan Verissimo                    |
| 18.12.2020  | 20:00 | Cambrai Volley             | 3:0 (25:19, 25:22, 25:23)               | Tourcoing LM               | 0      | Daniel Cagliari                    |
| 19.12.2020  | 18:00 | Chaumont VB 52 Haute-Marne | 3:1 (21:25, 25:15, 27:25, 25:14)        | Arago de Sète              | 0      | Osniel Melgarejo                   |
| 17.01.2021  | 17:00 | Montpellier Castelnau UC   | 3:0 (25:21, 30:28, 25:18)               | AS Cannes                  | 0      | Nicolás Méndez                     |
| 19.12.2020  | 17:00 | Paris Volley               | 3:2 (25:23, 20:25, 25:22, 18:25, 15:11) | Nantes Rezé MV             | 0      | Antonin Rouzier                    |
| 19.12.2020  | 18:00 | Tours VB                   | 3:0 (29:27, 25:21, 25:20)               | Spacer’s de Toulouse       | 0      | Artur Udrys                        |
| 15. KOLEJKA |       |                            |                                         |                            |        |                                    |
| 22.12.2020  | 18:00 | Spacer’s de Toulouse       | 3:2 (25:19, 23:25, 22:25, 25:22, 15:11) | Cambrai Volley             | 0      | Théo Faure                         |
| 23.12.2020  | 17:00 | Arago de Sète              | 3:0 (25:22, 25:22, 25:22)               | Stade Poitevin Poitiers    | 0      | Ardo Kreek                         |
| 22.12.2020  | 18:00 | AS Cannes                  | 0:3 (16:25, 25:27, 24:26)               | Narbonne Volley            | 0      | Simon Hirsch                       |
| 23.12.2020  | 19:00 | Tourcoing LM               | 2:3 (25:27, 25:23, 32:34, 25:22, 12:15) | Paris Volley               | 0      | Benjamin Diez                      |
| 22.12.2020  | 20:00 | Nice VB                    | 2:3 (18:25, 18:25, 25:21, 25:22, 13:15) | Montpellier Castelnau UC   | 0      | Leo Andrić                         |
| 22.12.2020  | 18:30 | GFC Ajaccio                | 0:3 (18:25, 23:25, 16:25)               | Chaumont VB 52 Haute-Marne | 0      | Jesús Herrera                      |
| 22.12.2020  | 19:00 | Nantes Rezé MV             | 0:3 (19:25, 19:25, 17:25)               | Tours VB                   | 0      | Artur Udrys                        |
| 16. KOLEJKA |       |                            |                                         |                            |        |                                    |
| 22.01.2021  | 18:00 | Tourcoing LM               | 3:0 (25:20, 25:19, 25:19)               | Nice VB                    | 0      | Luciano Palonsky                   |
| 22.01.2021  | 20:00 | Paris Volley               | 3:1 (25:19, 25:21, 21:25, 25:21)        | Arago de Sète              | 0      | Miran Kujundžić                    |
| 23.01.2021  | 18:00 | Nantes Rezé MV             | 2:3 (21:25, 25:22, 25:23, 20:25, 12:15) | Spacer’s de Toulouse       | 0      | Adam Bartoš                        |
| 05.03.2021  | 20:00 | Cambrai Volley             | 1:3 (13:25, 27:25, 13:25, 19:25)        | Narbonne Volley            | 0      | Nicolás Uriarte                    |
| 23.01.2021  | 18:00 | Chaumont VB 52 Haute-Marne | 3:2 (24:26, 19:25, 25:20, 25:15, 15:10) | Stade Poitevin Poitiers    | 0      | Raphaël Corre                      |
| 23.01.2021  | 17:00 | Montpellier Castelnau UC   | 3:0 (25:20, 25:19, 25:11)               | GFC Ajaccio                | 0      | Alexis González                    |
| 23.01.2021  | 18:00 | Tours VB                   | 2:3 (25:27, 14:25, 25:20, 25:19, 17:19) | AS Cannes                  | 0      | Taylor Averill                     |
| 17. KOLEJKA |       |                            |                                         |                            |        |                                    |
| 30.01.2021  | 18:00 | AS Cannes                  | 3:0 (25:18, 29:27, 25:19)               | Nantes Rezé MV             | 0      | Danilo Gelinski                    |
| 31.01.2021  | 17:00 | Spacer’s de Toulouse       | 3:2 (19:25, 25:23, 22:25, 25:16, 15:8)  | Nice VB                    | 0      | Cyril Larrieu                      |
| 29.01.2021  | 19:30 | Stade Poitevin Poitiers    | 3:2 (21:25, 30:28, 25:15, 20:25, 15:12) | Montpellier Castelnau UC   | 0      | Chizoba Neves Atu                  |
| 30.01.2021  | 17:00 | Arago de Sète              | 3:0 (25:19, 25:22, 25:17)               | Tours VB                   | 0      | Matthieu Garcia                    |
| 31.01.2021  | 16:00 | Paris Volley               | 1:3 (22:25, 25:20, 22:25, 23:25)        | Cambrai Volley             | 0      | Yannick Bazin                      |
| 30.01.2021  | 19:00 | Narbonne Volley            | 0:3 (18:25, 18:25, 23:25)               | Chaumont VB 52 Haute-Marne | 0      | Jesús Herrera                      |
| 29.01.2021  | 18:30 | GFC Ajaccio                | 0:3 (22:25, 21:25, 13:25)               | Tourcoing LM               | 0      | Matías Sánchez                     |
| 18. KOLEJKA |       |                            |                                         |                            |        |                                    |
| 05.02.2021  | 18:00 | Arago de Sète              | 3:0 (25:20, 25:18, 28:26)               | GFC Ajaccio                | 0      | Kamil Baránek                      |
| 05.02.2021  | 20:00 | Nice VB                    | 0:3 (23:25, 18:25, 23:25)               | Paris Volley               | 0      | Benjamin Diez                      |
| 07.02.2021  | 17:00 | Nantes Rezé MV             | 2:3 (25:23, 21:25, 24:26, 25:18, 13:15) | Cambrai Volley             | 0      | Yannick Bazin                      |
| 06.02.2021  | 18:00 | Chaumont VB 52 Haute-Marne | 3:1 (25:16, 25:15, 21:25, 25:23)        | Spacer’s de Toulouse       | 0      | Osniel Melgarejo                   |
| 06.02.2021  | 17:00 | Montpellier Castelnau UC   | 3:2 (25:22, 21:25, 25:18, 23:25, 15:9)  | Narbonne Volley            | 0      | Nicolás Méndez                     |
| 06.02.2021  | 18:00 | Tourcoing LM               | 0:3 (24:26, 20:25, 24:26)               | AS Cannes                  | 0      | Taylor Averill                     |
| 06.02.2021  | 18:00 | Tours VB                   | 3:1 (25:23, 25:23, 25:27, 25:22)        | Stade Poitevin Poitiers    | 0      | Zouheir El Graoui                  |
| 19. KOLEJKA |       |                            |                                         |                            |        |                                    |
| 12.02.2021  | 20:00 | Nice VB                    | 0:3 (22:25, 21:25, 20:25)               | AS Cannes                  | 0      | Jérémie Mouiel                     |
| 13.02.2021  | 17:00 | Stade Poitevin Poitiers    | 3:1 (25:20, 25:17, 23:25, 25:23)        | Tourcoing LM               | 0      | Micah Maʻa                         |
| 12.02.2021  | 20:00 | Paris Volley               | 1:3 (16:25, 25:22, 17:25, 17:25)        | Montpellier Castelnau UC   | 0      | Ryan Sclater                       |
| 13.02.2021  | 18:00 | GFC Ajaccio                | 3:1 (17:25, 25:22, 25:19, 25:17)        | Spacer’s de Toulouse       | 0      | François Rebeyrol                  |
| 13.02.2021  | 20:00 | Cambrai Volley             | 3:1 (23:25, 25:18, 25:19, 31:29)        | Arago de Sète              | 0      | Yago Dutra                         |
| 13.02.2021  | 18:00 | Narbonne Volley            | 3:1 (25:12, 34:32, 17:25, 25:19)        | Nantes Rezé MV             | 0      | Lisandro Zanotti                   |
| 05.03.2021  | 19:00 | Tours VB                   | 1:3 (20:25, 23:25, 28:26, 17:25)        | Chaumont VB 52 Haute-Marne | 0      | Jesús Herrera                      |
| 20. KOLEJKA |       |                            |                                         |                            |        |                                    |
| 17.02.2021  | 18:00 | Spacer’s de Toulouse       | 1:3 (22:25, 26:24, 18:25, 23:25)        | Stade Poitevin Poitiers    | 0      | Micah Maʻa                         |
| 16.02.2021  | 18:00 | Arago de Sète              | 3:0 (25:20, 25:17, 25:23)               | Narbonne Volley            | 0      | Wasyl Tupczij                      |
| 05.03.2021  | 18:30 | GFC Ajaccio                | 3:2 (25:21, 14:25, 27:25, 29:31, 15:11) | Nice VB                    | 0      | José Carlos Romero                 |
| 16.02.2021  | 18:00 | AS Cannes                  | 0:3 (22:25, 19:25, 19:25)               | Cambrai Volley             | 0      | Daniel Cagliari                    |
| 16.02.2021  | 19:00 | Chaumont VB 52 Haute-Marne | 1:3 (23:25, 25:21, 24:26, 18:25)        | Paris Volley               | 0      | Benjamin Diez                      |
| 16.02.2021  | 18:00 | Tourcoing LM               | 3:1 (23:25, 25:19, 29:27, 25:20)        | Nantes Rezé MV             | 0      | Julien Lemay                       |
| 16.02.2021  | 18:00 | Montpellier Castelnau UC   | 3:0 (25:21, 25:22, 25:18)               | Tours VB                   | 0      | Ryan Sclater                       |
| 21. KOLEJKA |       |                            |                                         |                            |        |                                    |
| 19.02.2021  | 20:00 | Nice VB                    | 3:2 (34:36, 25:22, 25:21, 21:25, 15:13) | Chaumont VB 52 Haute-Marne | 0      | Héctor Salerno                     |
| 20.02.2021  | 18:00 | AS Cannes                  | 3:2 (25:21, 23:25, 18:25, 25:22, 15:11) | Arago de Sète              | 0      | Kamil Baránek                      |
| 19.02.2021  | 18:00 | Tourcoing LM               | 0:3 (21:25, 24:26, 19:25)               | Montpellier Castelnau UC   | 0      | Danny Demyanenko                   |
| 20.02.2021  | 18:00 | Nantes Rezé MV             | 3:2 (25:27, 14:25, 25:20, 25:21, 15:11) | Stade Poitevin Poitiers    | 0      | Médéric Henry                      |
| 20.02.2021  | 20:00 | Paris Volley               | 0:3 (27:29, 22:25, 22:25)               | Spacer’s de Toulouse       | 0      | Nikola Jovović                     |
| 20.02.2021  | 18:00 | Narbonne Volley            | 3:1 (20:25, 25:20, 25:23, 25:22)        | GFC Ajaccio                | 0      | Rémi Bassereau                     |
| 20.02.2021  | 20:00 | Cambrai Volley             | 3:2 (25:27, 19:25, 25:21, 25:21, 15:12) | Tours VB                   | 0      | Paul Villard                       |
| 22. KOLEJKA |       |                            |                                         |                            |        |                                    |
| 27.02.2021  | 17:00 | Arago de Sète              | 3:1 (25:16, 25:22, 22:25, 26:24)        | Nice VB                    | 0      | Wasyl Tupczij                      |
| 26.02.2021  | 18:00 | Stade Poitevin Poitiers    | 3:2 (23:25, 25:16, 25:19, 22:25, 15:11) | Cambrai Volley             | 0      | José Gutiérrez                     |
| 26.02.2021  | 19:00 | Spacer’s de Toulouse       | 0:3 (21:25, 12:25, 21:25)               | AS Cannes                  | 0      | Adrian Aciobăniței                 |
| 27.02.2021  | 18:00 | Tours VB                   | 1:3 (23:25, 25:21, 23:25, 18:25)        | Narbonne Volley            | 0      | Aymen Bouguerra                    |
| 27.02.2021  | 17:00 | GFC Ajaccio                | 0:3 (21:25, 26:28, 19:25)               | Paris Volley               | 0      | Guillermo Hernán                   |
| 27.02.2021  | 18:00 | Chaumont VB 52 Haute-Marne | 3:1 (22:25, 25:19, 25:17, 25:16)        | Tourcoing LM               | 0      | Daniel McDonnell                   |
| 07.03.2021  | 16:30 | Montpellier Castelnau UC   | 3:1 (25:22, 25:13, 27:29, 25:20)        | Nantes Rezé MV             | 0      | Joachim Panou                      |
| 23. KOLEJKA |       |                            |                                         |                            |        |                                    |
| 10.03.2021  | 20:00 | Cambrai Volley             | 1:3 (20:25, 22:25, 25:18, 21:25)        | GFC Ajaccio                | 0      | José Carlos Romero                 |
| 10.03.2021  | 18:00 | Nantes Rezé MV             | 3:1 (28:26, 19:25, 25:14, 25:23)        | Nice VB                    | 0      | Adam Bartoš                        |
| 09.03.2021  | 18:00 | Narbonne Volley            | 2:3 (25:17, 21:25, 25:22, 17:25, 10:15) | Stade Poitevin Poitiers    | 0      | Jorgos Petreas                     |
| 10.03.2021  | 19:00 | Tourcoing LM               | 3:0 (25:22, 25:23, 28:26)               | Spacer’s de Toulouse       | 0      | Matías Sánchez                     |
| 10.03.2021  | 18:00 | AS Cannes                  | 2:3 (19:25, 25:22, 25:23, 15:25, 10:15) | Chaumont VB 52 Haute-Marne | 0      | Jesús Herrera                      |
| 10.03.2021  | 19:00 | Montpellier Castelnau UC   | 3:2 (26:24, 25:21, 17:25, 22:25, 15:9)  | Arago de Sète              | 0      | Ezequiel Palacios                  |
| 09.03.2021  | 18:00 | Paris Volley               | 0:3 (22:25, 21:25, 24:26)               | Tours VB                   | 0      | Željko Ćorić                       |
| 24. KOLEJKA |       |                            |                                         |                            |        |                                    |
| 13.03.2021  | 19:00 | Spacer’s de Toulouse       | 1:3 (23:25, 25:21, 25:27, 25:27)        | Narbonne Volley            | 0      | Lisandro Zanotti                   |
| 13.03.2021  | 18:00 | Stade Poitevin Poitiers    | 3:2 (25:22, 19:25, 32:34, 25:22, 15:13) | Paris Volley               | 0      | Chizoba Neves Atu                  |
| 13.03.2021  | 17:00 | Arago de Sète              | 3:2 (21:25, 25:23, 25:16, 28:30, 15:13) | Nantes Rezé MV             | 0      | Maximiliano Gauna                  |
| 13.03.2021  | 20:00 | Nice VB                    | 3:0 (26:24, 25:21, 26:24)               | Cambrai Volley             | 0      | Leo Andrić                         |
| 13.03.2021  | 17:00 | GFC Ajaccio                | 0:3 (22:25, 17:25, 24:26)               | AS Cannes                  | 0      | Danilo Gelinski                    |
| 13.03.2021  | 20:00 | Tours VB                   | 3:2 (25:22, 23:25, 28:26, 14:25, 15:13) | Tourcoing LM               | 0      | Pétrus de Oliveira Montes da Silva |
| 13.03.2021  | 18:00 | Chaumont VB 52 Haute-Marne | 3:1 (15:25, 25:23, 25:22, 25:18)        | Montpellier Castelnau UC   | 0      | Steven Marshall                    |
| 25. KOLEJKA |       |                            |                                         |                            |        |                                    |
| 19.03.2021  | 20:00 | Nice VB                    | 0:3 (26:28, 23:25, 23:25)               | Tours VB                   | 0      | Nicolas Rossard                    |
| 19.03.2021  | 19:00 | Tourcoing LM               | 1:3 (20:25, 17:25, 25:23, 22:25)        | Arago de Sète              | 0      | Matthieu Garcia                    |
| 20.03.2021  | 18:00 | Nantes Rezé MV             | 3:1 (25:21, 25:27, 25:20, 25:18)        | GFC Ajaccio                | 0      | Borja Ruiz                         |
| 20.03.2021  | 18:00 | AS Cannes                  | 3:1 (25:19, 20:25, 25:18, 25:22)        | Stade Poitevin Poitiers    | 0      | Lincoln Williams                   |
| 20.03.2021  | 18:00 | Cambrai Volley             | 3:2 (24:26, 16:25, 26:24, 25:22, 15:13) | Chaumont VB 52 Haute-Marne | 0      | Mathias Pire                       |
| 20.03.2021  | 19:00 | Montpellier Castelnau UC   | 3:0 (25:18, 25:19, 25:13)               | Spacer’s de Toulouse       | 0      | Matthieu Vol                       |
| 21.03.2021  | 17:00 | Narbonne Volley            | 3:1 (25:19, 22:25, 27:25, 25:19)        | Paris Volley               | 0      | Allan Verissimo                    |
| 26. KOLEJKA |       |                            |                                         |                            |        |                                    |
| 29.03.2021  | 20:00 | Cambrai Volley             | 3:0 (25:0, 25:0, 25:0)                  | Montpellier Castelnau UC   | —      | —                                  |
| 27.03.2021  | 20:00 | Narbonne Volley            | 3:0 (25:11, 25:21, 25:23)               | Tourcoing LM               | 0      | Martín Ramos                       |
| 27.03.2021  | 20:00 | Paris Volley               | 1:3 (25:16, 24:26, 22:25, 21:25)        | AS Cannes                  | 0      | Jérémie Mouiel                     |
| 27.03.2021  | 20:00 | Stade Poitevin Poitiers    | 3:0 (25:13, 25:19, 25:22)               | Nice VB                    | 0      | Micah Maʻa                         |
| 27.03.2021  | 20:00 | Spacer’s de Toulouse       | 1:3 (22:25, 25:20, 23:25, 20:25)        | Arago de Sète              | 0      | Matthieu Garcia                    |
| 27.03.2021  | 20:00 | Tours VB                   | 3:0 (25:22, 25:14, 25:22)               | GFC Ajaccio                | 0      | Gilles Lomba                       |
| 30.03.2021  | 20:00 | Chaumont VB 52 Haute-Marne | 3:0 (25:0, 25:0, 25:0)                  | Nantes Rezé MV             | —      | —                                  |

### Tabela
| Lp. | Drużyna                    | Pkt   | Mecze | Mecze | Mecze | Rodzaj wyniku | Rodzaj wyniku | Rodzaj wyniku | Rodzaj wyniku | Rodzaj wyniku | Rodzaj wyniku | Sety | Sety | Sety  | Małe punkty | Małe punkty | Małe punkty |
| Lp. | Drużyna                    | Pkt   | M     | W     | P     | 3:0           | 3:1           | 3:2           | 2:3           | 1:3           | 0:3           | wyg. | prz. | stos. | zdob.       | str.        | stos.       |
| --- | -------------------------- | ----- | ----- | ----- | ----- | ------------- | ------------- | ------------- | ------------- | ------------- | ------------- | ---- | ---- | ----- | ----------- | ----------- | ----------- |
| 1   | Montpellier Castelnau UC   | 57(1) | 26    | 21    | 5     | 11            | 5             | 5             | 2             | 1             | 2             | 68   | 30   | 2.27  | 2243        | 2031        | 1.1         |
| 2   | AS Cannes                  | 55    | 26    | 20    | 6     | 8             | 5             | 7             | 2             | 0             | 4             | 64   | 37   | 1.73  | 2326        | 2215        | 1.05        |
| 3   | Narbonne Volley            | 53    | 26    | 17    | 9     | 8             | 8             | 1             | 3             | 3             | 3             | 60   | 37   | 1.62  | 2239        | 2143        | 1.04        |
| 4   | Chaumont VB 52 Haute-Marne | 51    | 26    | 16    | 10    | 6             | 7             | 3             | 6             | 4             | 0             | 64   | 43   | 1.49  | 2432        | 2203        | 1.1         |
| 5   | Tours VB                   | 49    | 26    | 16    | 10    | 8             | 5             | 3             | 4             | 4             | 2             | 60   | 41   | 1.46  | 2301        | 2235        | 1.03        |
| 6   | Cambrai Volley             | 45    | 26    | 15    | 11    | 5             | 5             | 5             | 5             | 2             | 4             | 57   | 48   | 1.19  | 2366        | 2292        | 1.03        |
| 7   | Tourcoing LM               | 42    | 26    | 14    | 12    | 7             | 5             | 2             | 2             | 3             | 7             | 49   | 45   | 1.09  | 2141        | 2106        | 1.02        |
| 8   | Stade Poitevin Poitiers    | 41    | 26    | 14    | 12    | 3             | 5             | 6             | 5             | 4             | 3             | 56   | 53   | 1.06  | 2443        | 2399        | 1.02        |
| 9   | Arago de Sète              | 39    | 26    | 13    | 13    | 5             | 4             | 4             | 4             | 3             | 6             | 50   | 51   | 0.98  | 2246        | 2259        | 0.99        |
| 10  | Paris Volley               | 32    | 26    | 10    | 16    | 2             | 5             | 3             | 5             | 7             | 4             | 47   | 59   | 0.8   | 2351        | 2437        | 0.96        |
| 11  | Spacer’s de Toulouse       | 26    | 26    | 11    | 15    | 3             | 1             | 7             | 0             | 7             | 8             | 40   | 60   | 0.67  | 2161        | 2269        | 0.95        |
| 12  | Nice VB                    | 18    | 26    | 5     | 21    | 2             | 0             | 3             | 6             | 7             | 8             | 34   | 69   | 0.49  | 2215        | 2380        | 0.93        |
| 13  | Nantes Rezé MV             | 18(2) | 26    | 6     | 20    | 0             | 2             | 4             | 7             | 7             | 6             | 39   | 70   | 0.56  | 2288        | 2522        | 0.91        |
| 14  | GFC Ajaccio                | 14    | 26    | 4     | 22    | 0             | 3             | 1             | 3             | 8             | 11            | 26   | 71   | 0.37  | 2050        | 2311        | 0.89        |

Źródło: LNV – Data Project (fr.)
Punktacja: 3:0 i 3:1 – 3 pkt; 3:2 – 2 pkt; 2:3 – 1 pkt; 1:3 i 0:3 – 0 pkt
Zasady ustalania kolejności: 1. liczba punktów; 2. mniejsza liczba dyscyplinarnie odjętych punktów; 3. liczba zwycięstw; 4. stosunek setów; 5. stosunek małych punktów; 6. bilans w bezpośrednich meczach
Uwagi:
(1) Montpellier Castelnau UC ukarany został odjęciem trzech punktów za oddanie meczu walkowerem.
(2) Nantes Rezé MV ukarany został odjęciem trzech punktów za oddanie meczu walkowerem.
     faza play-off
     spadek do Ligue B

## Faza play-off

### Drabinka
|  |              |                            |              |                            |              |   |   |                            |           |           |           |           |  |  |       |       |       |       |       |
|  | Ćwierćfinały | Ćwierćfinały               | Ćwierćfinały | Ćwierćfinały               | Ćwierćfinały |   |   | Półfinały                  | Półfinały | Półfinały | Półfinały | Półfinały |  |  | Finał | Finał | Finał | Finał | Finał |
|  | Ćwierćfinały | Ćwierćfinały               | Ćwierćfinały | Ćwierćfinały               | Ćwierćfinały |   |   | Półfinały                  | Półfinały | Półfinały | Półfinały | Półfinały |  |  | Finał | Finał | Finał | Finał | Finał |
|  |              |                            |              |                            |              |   |   |                            |           |           |           |           |  |  |       |       |       |       |       |
|  |              |                            |              |                            |              |   |   |                            |           |           |           |           |  |  |       |       |       |       |       |
|  | 1            | Montpellier Castelnau UC   | 3            | 3                          |              |   |   |                            |           |           |           |           |  |  |       |       |       |       |       |
|  | 1            | Montpellier Castelnau UC   | 3            | 3                          |              |   |   |                            |           |           |           |           |  |  |       |       |       |       |       |
|  | 8            | Stade Poitevin Poitiers    | 0            | 0                          |              |   |   |                            |           |           |           |           |  |  |       |       |       |       |       |
|  | 8            | Stade Poitevin Poitiers    | 0            | 0                          |              |   | 1 | Montpellier Castelnau UC   | 1         | 3         | 2         |           |  |  |       |       |       |       |       |
|  |              |                            |              |                            |              |   | 1 | Montpellier Castelnau UC   | 1         | 3         | 2         |           |  |  |       |       |       |       |       |
|  |              |                            | 4            | Chaumont VB 52 Haute-Marne | 3            | 1 | 3 |                            |           |           |           |           |  |  |       |       |       |       |       |
|  | 4            | Chaumont VB 52 Haute-Marne | 4            | Chaumont VB 52 Haute-Marne | 3            | 1 | 3 | 3                          | 3         |           |           |           |  |  |       |       |       |       |       |
|  | 4            | Chaumont VB 52 Haute-Marne |              |                            |              |   |   |                            |           |           |           |           |  |  |       |       |       |       |       |
|  | 5            | Tours VB                   | 2            | 0                          |              |   |   |                            |           |           |           |           |  |  |       |       |       |       |       |
|  | 5            | Tours VB                   | 2            | 0                          |              |   | 4 | Chaumont VB 52 Haute-Marne | 3         | 2         | 2         |           |  |  |       |       |       |       |       |
|  |              |                            |              |                            |              |   |   |                            |           |           |           |           |  |  |       |       |       |       |       |
|  |              |                            | 2            | AS Cannes                  | 1            | 3 | 3 |                            |           |           |           |           |  |  |       |       |       |       |       |
|  | 2            | AS Cannes                  | 2            | AS Cannes                  | 1            | 3 | 3 | 3                          | 1         | 3         |           |           |  |  |       |       |       |       |       |
|  | 2            | AS Cannes                  |              |                            |              |   |   |                            |           | 3         |           |           |  |  |       |       |       |       |       |
|  | 7            | Tourcoing LM               | 2            | 3                          | 2            |   |   |                            |           |           |           |           |  |  |       |       |       |       |       |
|  | 7            | Tourcoing LM               | 2            | 3                          | 2            |   |   | 2                          | AS Cannes | 3         | 3         |           |  |  |       |       |       |       |       |
|  |              |                            |              |                            |              |   |   | 2                          | AS Cannes | 3         | 3         |           |  |  |       |       |       |       |       |
|  |              |                            | 6            | Cambrai Volley             | 1            | 2 |   |                            |           |           |           |           |  |  |       |       |       |       |       |
|  | 3            | Narbonne Volley            | 6            | Cambrai Volley             | 1            | 2 | 0 | 1                          |           |           |           |           |  |  |       |       |       |       |       |
|  | 3            | Narbonne Volley            |              |                            |              |   |   |                            |           |           |           |           |  |  |       |       |       |       |       |
|  | 6            | Cambrai Volley             | 3            | 3                          |              |   |   |                            |           |           |           |           |  |  |       |       |       |       |       |
|  | 6            | Cambrai Volley             | 3            | 3                          |              |   |   |                            |           |           |           |           |  |  |       |       |       |       |       |

### Ćwierćfinały
(do dwóch zwycięstw)
| Data                           | Godz.                          | Gospodarz                      | Rezultat                                | Gość                        | Widzów                      | MVP                         |
| ------------------------------ | ------------------------------ | ------------------------------ | --------------------------------------- | --------------------------- | --------------------------- | --------------------------- |
| Montpellier Castelnau UC (1)   | Montpellier Castelnau UC (1)   | Montpellier Castelnau UC (1)   | 2 – 0                                   | (8) Stade Poitevin Poitiers | (8) Stade Poitevin Poitiers | (8) Stade Poitevin Poitiers |
| 03.04.2021                     | 18:00                          | Stade Poitevin Poitiers        | 0:3 (16:25, 18:25, 21:25)               | Montpellier Castelnau UC    | 0                           | Ezequiel Palacios           |
| 10.04.2021                     | 17:00                          | Montpellier Castelnau UC       | 3:0 (26:24, 25:22, 25:12)               | Stade Poitevin Poitiers     | 0                           | Nicolas Le Goff             |
| Chaumont VB 52 Haute-Marne (4) | Chaumont VB 52 Haute-Marne (4) | Chaumont VB 52 Haute-Marne (4) | 2 – 0                                   | (5) Tours VB                | (5) Tours VB                | (5) Tours VB                |
| 03.04.2021                     | 18:00                          | Tours VB                       | 2:3 (25:23, 26:24, 28:30, 23:25, 13:15) | Chaumont VB 52 Haute-Marne  | 0                           | Jesús Herrera               |
| 10.04.2021                     | 18:00                          | Chaumont VB 52 Haute-Marne     | 3:0 (25:15, 25:20, 25:20)               | Tours VB                    | 0                           | Raphaël Corre               |
| AS Cannes (2)                  | AS Cannes (2)                  | AS Cannes (2)                  | 2 – 1                                   | (7) Tourcoing LM            | (7) Tourcoing LM            | (7) Tourcoing LM            |
| 03.04.2021                     | 18:00                          | Tourcoing LM                   | 2:3 (25:19, 15:25, 25:23, 17:25, 12:15) | AS Cannes                   | 0                           | Danilo Gelinski             |
| 10.04.2021                     | 18:00                          | AS Cannes                      | 1:3 (16:25, 25:22, 19:25, 20:25)        | Tourcoing LM                | 0                           | Luciano Palonsky            |
| 11.04.2021                     | 17:00                          | AS Cannes                      | 3:2 (19:25, 26:28, 25:22, 25:22, 15:12) | Tourcoing LM                | 0                           | Danilo Gelinski             |
| Narbonne Volley (3)            | Narbonne Volley (3)            | Narbonne Volley (3)            | 0 – 2                                   | (6) Cambrai Volley          | (6) Cambrai Volley          | (6) Cambrai Volley          |
| 03.04.2021                     | 20:00                          | Cambrai Volley                 | 3:0 (25:21, 25:22, 30:28)               | Narbonne Volley             | 0                           | Philipp Kroiss              |
| 10.04.2021                     | 18:00                          | Narbonne Volley                | 1:3 (30:32, 25:27, 25:18, 19:25)        | Cambrai Volley              | 0                           | Gonzalo Quiroga             |

### Półfinały
(do dwóch zwycięstw)
| Data                         | Godz.                        | Gospodarz                    | Rezultat                                | Gość                           | Widzów                         | MVP                            |
| ---------------------------- | ---------------------------- | ---------------------------- | --------------------------------------- | ------------------------------ | ------------------------------ | ------------------------------ |
| Montpellier Castelnau UC (1) | Montpellier Castelnau UC (1) | Montpellier Castelnau UC (1) | 1 – 2                                   | (4) Chaumont VB 52 Haute-Marne | (4) Chaumont VB 52 Haute-Marne | (4) Chaumont VB 52 Haute-Marne |
| 14.04.2021                   | 20:00                        | Chaumont VB 52 Haute-Marne   | 3:1 (19:25, 25:18, 25:17, 27:25)        | Montpellier Castelnau UC       | 0                              | Filippo Lanza                  |
| 17.04.2021                   | 18:00                        | Montpellier Castelnau UC     | 3:1 (25:17, 26:28, 30:28, 25:15)        | Chaumont VB 52 Haute-Marne     | 0                              | Ezequiel Palacios              |
| 18.04.2021                   | 17:00                        | Montpellier Castelnau UC     | 2:3 (25:18, 22:25, 25:21, 23:25, 9:15)  | Chaumont VB 52 Haute-Marne     | 0                              | Filippo Lanza                  |
| AS Cannes (2)                | AS Cannes (2)                | AS Cannes (2)                | 2 – 0                                   | (6) Cambrai Volley             | (6) Cambrai Volley             | (6) Cambrai Volley             |
| 14.04.2021                   | 19:00                        | Cambrai Volley               | 1:3 (25:15, 18:25, 19:25, 25:27)        | AS Cannes                      | 0                              | Taylor Averill                 |
| 17.04.2021                   | 18:00                        | AS Cannes                    | 3:2 (25:17, 23:25, 23:25, 30:28, 15:12) | Cambrai Volley                 | 0                              | Lincoln Williams               |

### Finały
(do dwóch zwycięstw)
| Data          | Godz.         | Gospodarz                  | Rezultat                                | Gość                           | Widzów                         | MVP                            |
| ------------- | ------------- | -------------------------- | --------------------------------------- | ------------------------------ | ------------------------------ | ------------------------------ |
| AS Cannes (2) | AS Cannes (2) | AS Cannes (2)              | 2 – 1                                   | (4) Chaumont VB 52 Haute-Marne | (4) Chaumont VB 52 Haute-Marne | (4) Chaumont VB 52 Haute-Marne |
| 21.04.2021    | 19:00         | Chaumont VB 52 Haute-Marne | 3:1 (27:25, 25:27, 25:23, 25:16)        | AS Cannes                      | 0                              | Jesús Herrera                  |
| 24.04.2021    | 21:00         | AS Cannes                  | 3:2 (23:25, 25:23, 25:22, 14:25, 15:12) | Chaumont VB 52 Haute-Marne     | 0                              | Osniel Melgarejo               |
| 25.04.2021    | 21:00         | AS Cannes                  | 3:2 (23:25, 15:25, 25:16, 27:25, 15:9)  | Chaumont VB 52 Haute-Marne     | 0                              | Lincoln Williams               |

## Klasyfikacja końcowa
| Lp. | Drużyna                    |
| --- | -------------------------- |
| 1.  | AS Cannes                  |
| 2.  | Chaumont VB 52 Haute-Marne |
| 3.  | Montpellier Castelnau UC   |
| 4.  | Narbonne Volley            |
| 5.  | Tours VB                   |
| 6.  | Cambrai Volley             |
| 7.  | Tourcoing LM               |
| 8.  | Stade Poitevin Poitiers    |
| 9.  | Arago de Sète              |
| 10. | Paris Volley               |
| 11. | Spacer’s de Toulouse       |
| 12. | Nice VB                    |
| 13. | Nantes Rezé MV             |
| 14. | GFC Ajaccio                |

     Liga Mistrzów 2021/2022
     Puchar CEV 2021/2022
     Puchar Challenge 2021/2022
     spadek do Ligue B

## Statystyki

### Sety i małe punkty
| Kolejka/ Runda                                 | Mecze                                          | Sety (średnio na mecz)                         | Sety (średnio na mecz)                         | Małe punkty (średnio na set)                   | Małe punkty (średnio na set)                   | Kolejka/ Runda                | Mecze                         | Sety (średnio na mecz)        | Sety (średnio na mecz)        | Małe punkty (średnio na set)  | Małe punkty (średnio na set)  |
| ---------------------------------------------- | ---------------------------------------------- | ---------------------------------------------- | ---------------------------------------------- | ---------------------------------------------- | ---------------------------------------------- | ----------------------------- | ----------------------------- | ----------------------------- | ----------------------------- | ----------------------------- | ----------------------------- |
| Faza zasadnicza                                |                                                |                                                |                                                |                                                |                                                |                               |                               |                               |                               |                               |                               |
| 1                                              | 7                                              | 28                                             | 4,00                                           | 1233                                           | 44,04                                          | 14                            | 7                             | 25                            | 3,57                          | 1119                          | 44,76                         |
| 2                                              | 7                                              | 32                                             | 4,57                                           | 1404                                           | 43,88                                          | 15                            | 7                             | 27                            | 3,86                          | 1205                          | 44,63                         |
| 3                                              | 7                                              | 28                                             | 4,00                                           | 1218                                           | 43,50                                          | 16                            | 7                             | 29                            | 4,14                          | 1245                          | 42,93                         |
| 4                                              | 7                                              | 29                                             | 4,14                                           | 1297                                           | 44,72                                          | 17                            | 7                             | 26                            | 3,71                          | 1147                          | 44,12                         |
| 5                                              | 7                                              | 29                                             | 4,14                                           | 1328                                           | 45,79                                          | 18                            | 7                             | 27                            | 3,86                          | 1219                          | 45,15                         |
| 6                                              | 7                                              | 28                                             | 4,00                                           | 1263                                           | 45,11                                          | 19                            | 7                             | 27                            | 3,86                          | 1241                          | 45,96                         |
| 7                                              | 7                                              | 25                                             | 3,57                                           | 1130                                           | 45,20                                          | 20                            | 7                             | 26                            | 3,71                          | 1197                          | 46,04                         |
| 8                                              | 7                                              | 26                                             | 3,71                                           | 1200                                           | 46,15                                          | 21                            | 7                             | 30                            | 4,29                          | 1345                          | 44,83                         |
| 9                                              | 7                                              | 24                                             | 3,43                                           | 1049                                           | 43,71                                          | 22                            | 7                             | 27                            | 3,86                          | 1209                          | 44,78                         |
| 10                                             | 7                                              | 28                                             | 4,00                                           | 1256                                           | 44,86                                          | 23                            | 7                             | 29                            | 4,14                          | 1273                          | 43,90                         |
| 11                                             | 7                                              | 28                                             | 4,00                                           | 1275                                           | 45,54                                          | 24                            | 7                             | 29                            | 4,14                          | 1330                          | 45,86                         |
| 12                                             | 7                                              | 29                                             | 4,14                                           | 1253                                           | 43,21                                          | 25                            | 7                             | 27                            | 3,86                          | 1225                          | 45,37                         |
| 13                                             | 7                                              | 28                                             | 4,00                                           | 1230                                           | 43,93                                          | 26                            | 7                             | 23                            | 3,29                          | 911                           | 39,61                         |
| Podsumowanie rundy pierwszej (po 13 kolejkach) | Podsumowanie rundy pierwszej (po 13 kolejkach) | Podsumowanie rundy pierwszej (po 13 kolejkach) | Podsumowanie rundy pierwszej (po 13 kolejkach) | Podsumowanie rundy pierwszej (po 13 kolejkach) | Podsumowanie rundy pierwszej (po 13 kolejkach) | Podsumowanie rundy rewanżowej | Podsumowanie rundy rewanżowej | Podsumowanie rundy rewanżowej | Podsumowanie rundy rewanżowej | Podsumowanie rundy rewanżowej | Podsumowanie rundy rewanżowej |
| 1-13                                           | 91                                             | 362                                            | 3,98                                           | 16 136                                         | 44,57                                          | 14-26                         | 91                            | 352                           | 3,87                          | 15 666                        | 44,51                         |
| Faza play-off                                  |                                                |                                                |                                                |                                                |                                                |                               |                               |                               |                               |                               |                               |
| Ćwierćfinały                                   | 9                                              | 35                                             | 3,89                                           | 1575                                           | 45,00                                          |                               |                               |                               |                               |                               |                               |
| Półfinały                                      | 5                                              | 22                                             | 4,40                                           | 985                                            | 44,77                                          |                               |                               |                               |                               |                               |                               |
| Finały                                         | 3                                              | 14                                             | 4,67                                           | 607                                            | 43,36                                          |                               |                               |                               |                               |                               |                               |
| Podsumowanie sezonu                            |                                                |                                                |                                                |                                                |                                                |                               |                               |                               |                               |                               |                               |
| Faza zasadnicza                                | Faza zasadnicza                                | Faza zasadnicza                                | Faza zasadnicza                                | Faza zasadnicza                                | Faza zasadnicza                                | Faza zasadnicza               | 182                           | 714                           | 3,92                          | 31 802                        | 44,54                         |
| Faza play-off                                  | Faza play-off                                  | Faza play-off                                  | Faza play-off                                  | Faza play-off                                  | Faza play-off                                  | Faza play-off                 | 17                            | 71                            | 4,18                          | 3167                          | 44,61                         |
| Razem                                          | Razem                                          | Razem                                          | Razem                                          | Razem                                          | Razem                                          | Razem                         | 199                           | 785                           | 3,94                          | 34 969                        | 44,55                         |